# زابالج
زابالج (به صربی: Žabalj) یک روستا در صربستان است که در زابالج واقع شده‌است. زابالج ۷۲ متر بالاتر از سطح دریا واقع شده‌است.